# Kasuri
Kasuri (絣) est un mot japonais qui désigne un tissu fabriqué avec des fibres teintes spécialement pour créer des motifs et des images, c'est-à-dire un ikat. Les ikat japonais sont généralement des ikat de trame (c'est-à-dire dont les motifs sont formés par le fil de trame) ou des ikat doubles.

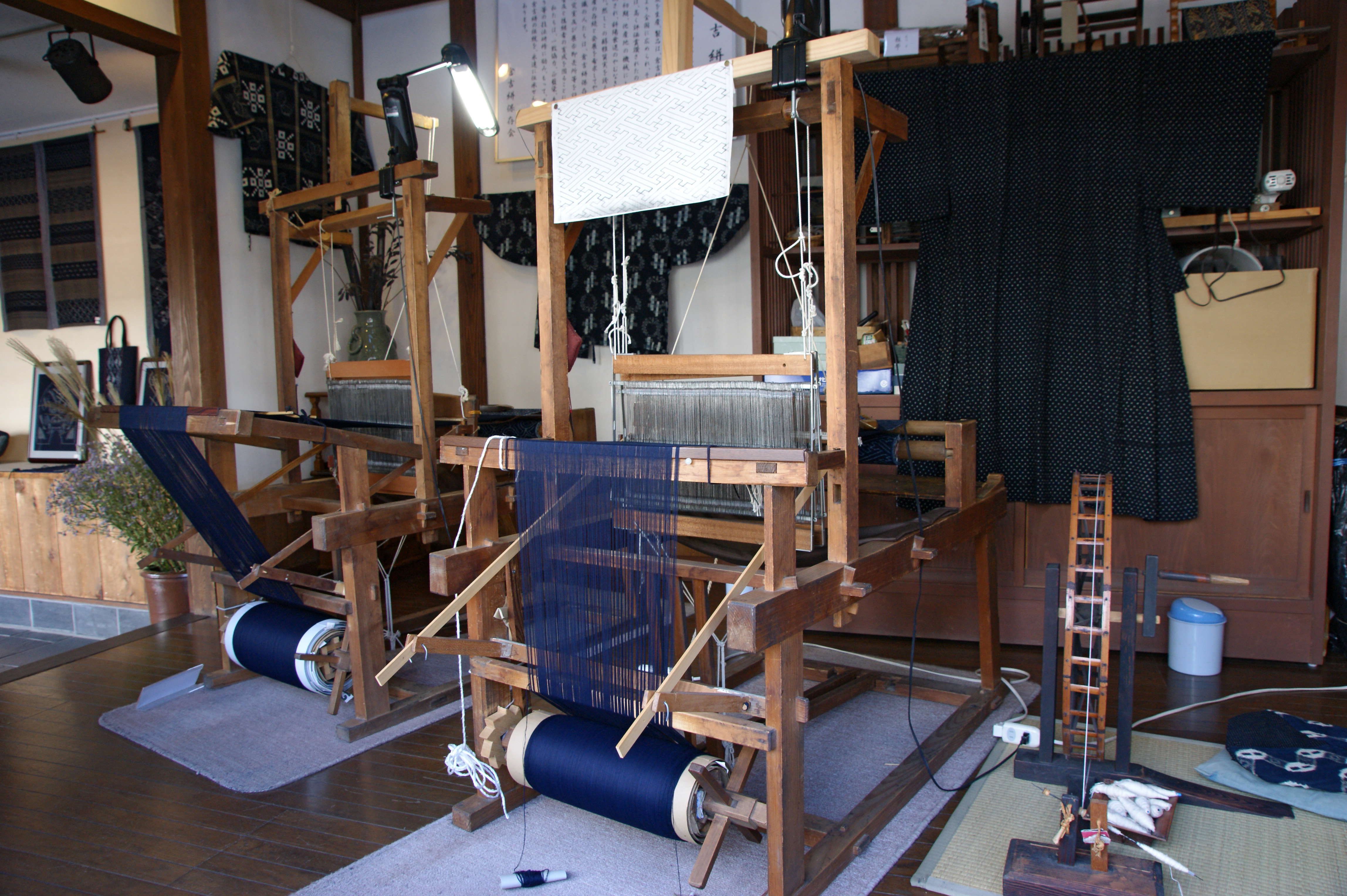
Métier à tisser le kasuri.

Les fils de chaîne sont de couleur unie, ou teints par réserve dans le cas d'un ikat double. Le fil de trame est teint par réserve selon un motif spécifique à l'indigo pour former une image lorsque la toile est tissée. Lorsque le motif tissé crée une image, elle est appelée image kasuri ou e-gasuri.

## Référence
- (en) Cet article est partiellement ou en totalité issu de l’article de Wikipédia en anglais intitulé « Kasuri » (voir la liste des auteurs).